# Route nationale 486
Pour les articles homonymes, voir Route 486.
La route nationale française 486 ou RN 486 est une route nationale française reliant Nogent-sur-Marne à l'A 4 (échangeur no 5).
Avant les déclassements de 1972, elle reliait Besançon à Gérardmer. À la suite de la réforme de 1972, la RN 486 a été déclassée en RD 486 sauf entre Rougemont et Villersexel où elle emprunte le tracé de la RD 50 du Doubs.

## Ancien tracé de Besançon à Rougemont (D 486)
- Besançon (km 0)
- Marchaux (km 10)
- Chaudefontaine (km 13)
- Rigney (km 19)
- Rignosot (km 21)
- La Tour-de-Sçay (km 23)
- Cendrey (km 25)
- Ollans (km 27)
- Avilley (km 29)
- Montussaint (km 31)
- Rougemont (km 39)

## Ancien tracé de Rougemont à Villersexel (D 50)
- Rougemont (km 39)
- Cuse, commune de Cuse-et-Adrisans (km 42)
- Cubrial (km 44)
- Villersexel (km 51)

## Ancien tracé de Villersexel à Gerardmer (D 486)
- Villersexel (km 51)
- Vy-lès-Lure (km 63)
- Lure (km 69)
- Saint-Germain (km 75)
- Mélisey (km 80)
- Belonchamp (km 83)
- Ternuay, commune de Ternuay-Melay-et-Saint-Hilaire (km 86)
- Servance (km 91)
- Col des Croix
- Le Thillot (km 104)
- Le Ménil (km 106)
- Col du Ménil
- Cornimont (km 116)
- La Bresse (km 122)
- Col de Grosse Pierre
- Bas-Rupts, commune de Gérardmer
- Col du Haut de la Côte
- Gérardmer (km 137)